# Сільна
Сільна (пол. Silna, нім. Schilln) — село в Польщі, у гміні Пщев Мендзижецького повіту Любуського воєводства.
Населення — 340 осіб (2011).
У 1975-1998 роках село належало до Гожовського воєводства.

## Демографія
Демографічна структура станом на 31 березня 2011 року:
|          | Загалом | Допрацездатний вік | Працездатний вік | Постпрацездатний вік |
| -------- | ------- | ------------------ | ---------------- | -------------------- |
| Чоловіки | 178     | 40                 | 122              | 16                   |
| Жінки    | 162     | 26                 | 101              | 35                   |
| Разом    | 340     | 66                 | 223              | 51                   |